# Majella
Majella, také Maiella je horský masiv, pohoří, ve střední Itálii, v Abruzských Apeninách (Střední Apeniny), v regionu Abruzzo, v provinciích Chieti, Pescara a L'Aquila. V masivu se nachází druhá nejvyšší hora Apeninského pohoří Monte Amaro (2 793 m). K dalším nejvyšším vrcholům náleží Monte Acquaviva (2 737 m), Monte Focalone (2 676 m), Monte Rotondo (2 656 m), Monte Macellaro (2 646 m), Pesco Falcone (2 546 m) nebo Cima delle Murelle (2 598 m). Majella je geologicky tvořena vápencem. Pro pohoří jsou charakteristické strmé svahy, kaňony a hluboká údolí s řekami. Oblast je od roku 1991 součástí Národního parku Majella.